# Taboo (Pornofilm)
Taboo ist ein US-amerikanischer Pornofilm aus dem Jahr 1980, der zu den Klassikern der Hardcorefilme gehört. Er wurde bei seinem Erscheinen aufgrund des Themas Inzest und einer geschilderten Affäre zwischen Mutter und Sohn in den 1980er Jahren kontrovers diskutiert.

## Handlung
Barbara Scott ist eine Hausfrau und Mutter, deren Mann sich darüber aufregt, wie prüde sie im Schlafzimmer ist und sie daher für seine Sekretärin verlässt. Barbara sucht einen neuen Job und beschäftigt sich mit der wachsenden sexuellen Spannung zwischen ihr und ihrem Teenager-Sohn Paul. Dieser verbringt viel Zeit mit seiner Freundin Sherry, er scheint aber seine Augen nicht von seiner Mutter lassen zu können.

## Auszeichnungen
- XRCO Award Hall of Fame
- Rated #21 on AVN's "Top 101 All Time Greatest Movies"

## Fortsetzungen
- 1982: Taboo II (mit Dorothy LeMay, Kevin James, Kay Parker, Eric Edwards, Honey Wilder, Juliet Anderson, Brooke West, Cara Lott, Craig Roberts, Crystal Dawn, David Cannon, Edward Dean, KC Valentine, Laura Lazare, Lee Cummings, Linda Shaw, Michelle, Rochelle Dean, Rod Diamond, Ron Jeremy, Tammy)
- 1984: Taboo III - The Final Chapter (mit Angel West, Colleen Brennan, Honey Wilder, Jerry Butler, Kay Parker, Kristara Barrington, Lisa Lake, Marc Wallice, Pamela Mann)
- 1985: Taboo IV - The Younger Generation (mit Ginger Lynn, Jamie Gillis, Cyndee Summers, Greg Ruffner, Honey Wilder, John Leslie, Karen Summer, Kay Parker, Kevin James, Robin Cannes, Amy Rogers)
- 1987: Taboo V - The Secret (mit Colleen Brennan, Amber Lynn, Porsche Lynn, Karen Summer, Jamie Gillis, Kevin James, Lorrie Lovett, Joey Silvera, Billy Dee, Shone Taylor, Buck Adams)
- 1988: Taboo VI - The Obsession (mit Nina Hartley, Alicia Monet, Joey Silvera, Krista Lane, Scott Irish, Tiffany Storm, Frank James, Brittany Morgan, Gina Gianetti)
- 1989: Taboo VII - The Wild And The Innocent (mit Bonnie Walker, Karen Stronger, Kitty Shayne, Lynx Canon, Lysa Thatcher, Mai Lin, Polly Wagner, Suzanne French, Tigr, Herschel Savage, Jamie Gillis, Jesse Adams, Jim Malibu, M. Eglud, R. Balder, R. Tynan, Randy West)